# زيغمونت ماسيزيك
زيغمونت ماسيزيك (بالبولندية: Zygmunt Paweł Maszczyk)‏ (مواليد 3 مايو 1945) هو لاعب كرة قدم. يلعب مع منتخب بولندا لكرة القدم. سبق له أن لعب في كأس العالم لكرة القدم مع منتخب بلاده.

## روابط خارجية
- زيغمونت ماسيزيك على موقع الاتحاد الدولي (مؤرشف)  (الإنجليزية)
- زيغمونت ماسيزيك على موقع قاعدة بيانات كرة القدم.إي يو (الإنجليزية)
- زيغمونت ماسيزيك على موقع ناشيونال فوتبول تيمز (الإنجليزية)
- زيغمونت ماسيزيك على موقع عالم كرة القدم.نت (الإنجليزية)
- زيغمونت ماسيزيك على موقع أوليمبيديا (الإنجليزية)
- زيغمونت ماسيزيك على موقع اللجنة الأولمبية البولندية (مؤرشف) (البولندية)